# Барсуки (Гусь-Хрустальный район)
Барсуки — опустевшая деревня в Гусь-Хрустальном районе Владимирской области России, входит в состав Уляхинского сельского поселения.

## География
Деревня расположена в 14 км на юго-восток от центра поселения деревни Уляхино и в 52 км на юг от Гусь-Хрустального.

## История
С 1926 года деревня входила в состав Гусевского уезда Владимирской губернии. В 1926 году в деревне числилось 42 двора.
С 1929 года деревня входила в состав Ново-Уваровского сельсовета Гусь-Хрустального района, с 1935 года — в составе Парахинского сельсовета Курловского района, с 1963 года — в составе Гусь-Хрустального района, с 2005 года — в составе Уляхинского сельского поселения.

## Население
| 1926 | 2002 | 2010 | 2021 |
| ---- | ---- | ---- | ---- |
| 252  | ↘0   | →0   | ↗1   |